# Lockhart (Florida)
Lockhart és una concentració de població designada pel cens dels Estats Units a l'estat de Florida. Segons el cens del 2000 tenia 12.944 habitants.

## Demografia
Segons el cens del 2000, Lockhart tenia 12.944 habitants, 4.642 habitatges, i 3.305 famílies. La densitat de població era de 1.143,6 habitants/km².
Dels 4.642 habitatges en un 37,9% hi vivien nens de menys de 18 anys, en un 49,3% hi vivien parelles casades, en un 16% dones solteres, i en un 28,8% no eren unitats familiars. En el 20,1% dels habitatges hi vivien persones soles el 5,2% de les quals corresponia a persones de 65 anys o més que vivien soles. El nombre mitjà de persones vivint en cada habitatge era de 2,79 i el nombre mitjà de persones que vivien en cada família era de 3,2.
Per edats la població es repartia de la següent manera: un 29,2% tenia menys de 18 anys, un 8,8% entre 18 i 24, un 34,1% entre 25 i 44, un 19,6% de 45 a 60 i un 8,3% 65 anys o més.
L'edat mediana era de 33 anys. Per cada 100 dones de 18 o més anys hi havia 94,9 homes.
La renda mediana per habitatge era de 38.169 $ i la renda mediana per família de 39.786 $. Els homes tenien una renda mediana de 30.337 $ mentre que les dones 24.006 $. La renda per capita de la població era de 16.593 $. Entorn del 8,9% de les famílies i l'11,3% de la població estaven per davall del llindar de pobresa.

## Poblacions més properes
El següent diagrama mostra les poblacions més properes.